# The Royal Magazine
The Royal Magazine est une revue littéraire mensuelle britannique publiée de 1898 à 1939, à Londres. 

## Historique
Le magazine The Royal Magazine  a été fondé en 1898 par Sir Arthur Pearson, un magnat de la presse écrite britannique, 
également fondateur du célèbre quotidien : le Daily Express.
Le premier numéro du Royal Magazine paraît en novembre 1898. Cette première publication mentionne son tirage à un million d’exemplaires, ce qui représentait un poids de 300 tonnes, pour un volume de près de 5 miles de hauteur.
Le Royal Magazine a été le premier a publié les travaux romanesques d’Agatha Christie. Ainsi, la nouvelle intitulée Le Club du Mardi paraît pour la première fois dans le numéro de décembre 1927 de la publication, marquant de fait la première apparition du personnage de Miss Marple.
Au cours des années 1930, luttant pour regagner de la pertinence, le magazine change de nom à plusieurs reprises. Pour la publication de décembre 1930, le magazine est rebaptisé The New Royal Magazine. Début juin 1932, il devient The Royal Pictorial. Puis, début janvier 1935, il prend le nom de The Royal Screen Pictorial, pour abandonner cinq mois plus tard l’adjectif "Royal" et ne conserver que The Screen Pictorial. 
Septembre 1939 marque conjointement le début de la Seconde Guerre mondiale en Europe et l’ultime édition du magazine. 

Au total, tous titres confondus, 491 numéros auront été publiés pour cette publication.

## Changement de titre
Au cours de ses 41 années de publication, The Royal Magazine a changé de nom à quatre reprises :
- The Royal Magazine, de novembre 1898 à novembre 1930 : 385 numéros ;
- The New Royal Magazine, de décembre 1930 à mai 1932 : 18 numéros ;
- The Royal Pictorial, de juin 1932 à Dec 1934 : 31 numéros ;
- The Royal Screen Pictorial, de janvier 1935 à juin 1935 : 6 numéros ;
- The Screen Pictorial, de juillet 1935 à septembre 1939 : 51 numéros.

## Directeurs de publication[1]
- Peter Keary : de novembre 1898 à avril 1901 ;
- Percy Everett : de mai 1901 à décembre 1911 ;
- F. E. Baily : de janvier 1912 à juin 1927 ;
- R. Stuart Macrae : de juillet 1927 à mai 1932 ;
- John Reed Wade : de juin 1932 à décembre 1934 ;
- William J. Makin : de janvier 1935 à 1937 ;
- David Chancellor : de 1937 à septembre 1939.

## Auteurs publiés
Parmi les auteurs publiés dans The Royal Magazine, figurent notamment :
- Matthew Phipps Shiel, en 1901 ;
- Emma Orczy, en 1901 ;
- William Hope Hodgson, en 1904 ;
- Sax Rohmer, en 1905 ;
- Agatha Christie, à partir de 1927.